# CONCACAF Gold Cup 2011/Gruppe A
Die Gruppe A des CONCACAF Gold Cups 2011 war eine von drei Gruppen, in denen die Vorrundenspiele des Turniers ausgetragen wurden. Sie bestand aus vier Mannschaften: Costa Rica, Mexiko, Kuba und El Salvador. Die Partien fanden vom 5. Juni bis 12. Juni 2011 statt. Die Austragungsorte waren Dallas, Charlotte und Chicago.
Vor dem Spiel Mexiko gegen Kuba nahm der Mexikanische Fußballverband Federación Mexicana de Fútbol Asociación fünf Spieler aus dem Kader. Grund hierfür war ein positiver Dopingtest. Die Spieler Guillermo Ochoa, Francisco Rodríguez, Zinha, Christian Bermúdez und Édgar Dueñas wurden positiv auf den Arzneistoff Clenbuterol getestet. Zurzeit wird vermutet, dass die Spieler beim Verzehr von Hühnchenfleisch mit der Substanz in Kontakt gekommen sind. Die zweite Probe war negativ und Mexiko durfte die suspendierten Spieler ersetzen.

## Tabelle
| Pl. | Land        | Sp. | S | U | N | Tore    | Diff. | Punkte |
| --- | ----------- | --- | - | - | - | ------- | ----- | ------ |
| 1.  | Mexiko      | 3   | 3 | 0 | 0 | 014:100 | +13   | 09     |
| 2.  | Costa Rica  | 3   | 1 | 1 | 1 | 007:500 | +2    | 04     |
| 3.  | El Salvador | 3   | 1 | 1 | 1 | 007:700 | ±0    | 04     |
| 4.  | Kuba        | 3   | 0 | 0 | 3 | 001:160 | −15   | 0      |

## Spiele
| 5. Juni 2011 | Costa Rica                                      | 5:0                 | Kuba | Cowboys Stadium, Arlington, TX Zuschauer: 80.108 Schiedsrichter: Roberto Moreno (Panama) |
| 5. Juni 2011 | Ureña 7′, 46′ Saborío 41′ Mora 47′ Campbell 71′ | Report im Webarchiv |      | Cowboys Stadium, Arlington, TX Zuschauer: 80.108 Schiedsrichter: Roberto Moreno (Panama) |

| 5. Juni 2011 | Mexiko                                              | 5:0                 | El Salvador | Cowboys Stadium, Arlington, TX Zuschauer: 80.108 Schiedsrichter: Enrico Wijngaarde (Surinam) |
| 5. Juni 2011 | Juárez 56′ de Nigris 58′ Chicharito 60′, 67′, 90+5′ | Report im Webarchiv |             | Cowboys Stadium, Arlington, TX Zuschauer: 80.108 Schiedsrichter: Enrico Wijngaarde (Surinam) |

| 9. Juni 2011 | Costa Rica   | 1:1                 | El Salvador | Bank of America Stadium, Charlotte, NC Zuschauer: 46.012 Schiedsrichter: Jair Marrufo (USA) |
| 9. Juni 2011 | Brenes 90+5′ | Report im Webarchiv | Zelaya 45′  | Bank of America Stadium, Charlotte, NC Zuschauer: 46.012 Schiedsrichter: Jair Marrufo (USA) |

| 9. Juni 2011 | Kuba | 0:5                 | Mexiko                                                | Bank of America Stadium, Charlotte, NC Zuschauer: 46.012 Schiedsrichter: Courtney Campbell (Jamaika) |
| 9. Juni 2011 |      | Report im Webarchiv | Chicharito 36′, 76′ dos Santos 63′, 68′ de Nigris 65′ | Bank of America Stadium, Charlotte, NC Zuschauer: 46.012 Schiedsrichter: Courtney Campbell (Jamaika) |

| 12. Juni 2011 | El Salvador                                                         | 6:1                 | Kuba        | Soldier Field, Chicago, IL Zuschauer: 62.000 Schiedsrichter: Neal Brizan (Trinidad und Tobago) |
| 12. Juni 2011 | Zelaya 13′, 71′ Romero 29′ Blanco 69′ Alvarez 84′ Quintanilla 90+4′ | Report im Webarchiv | Márquez 45′ | Soldier Field, Chicago, IL Zuschauer: 62.000 Schiedsrichter: Neal Brizan (Trinidad und Tobago) |

| 12. Juni 2011 | Mexiko                                    | 4:1                 | Costa Rica | Soldier Field, Chicago, IL Zuschauer: 62.000 Schiedsrichter: Roberto Moreno (Panama) |
| 12. Juni 2011 | Márquez 17′ Guardado 19′, 26′ Barrera 38′ | Report im Webarchiv | Ureña 69′  | Soldier Field, Chicago, IL Zuschauer: 62.000 Schiedsrichter: Roberto Moreno (Panama) |